# Bazylika Matki Bożej Wspomożenia Wiernych w Twardogórze
Bazylika Matki Bożej Wspomożenia Wiernych w Twardogórze – kościół parafialny rzymskokatolicki w Twardogórze. Należy do dekanatu Twardogóra diecezji kaliskiej. Jeden z zabytków miasta.

## Historia
Budowę obecnej, neogotyckiej świątyni rozpoczęli w 1874 wrocławski architekt Karol Jan Lüdecke wraz z budowniczym Hermanem Gidsnerem i kamieniarzami: Seidelem z Oleśnicy i Piskerem z Namysłowa. Już w 1876 roku na wieży wetknięto gałkę i krzyż. W tym samym roku zamontowano również zegar głogowskiej firmy G. Weissa. Rok później na wieży zawieszono dzwon. Po 1945 roku kościół przejmują salezjanie i przebudowują wnętrze przystosowując je do funkcji kościoła katolickiego. Obecnie kościół pełni funkcję kościoła parafialnego pw. MB Wspomożenia Wiernych. Od 2005 bazylika mniejsza. Neogotycki kościół pw. Matki Bożej Wspomożenia Wiernych (zwany „górnym”) stanowi istotny element kompozycji urbanistycznej Twardogóry, usytuowany jest w centrum tzw. Rynku Górnego – obecnie Plac Piastów. W pobliżu znajdują się budynki z XVIII i XIX w. Świątynię wybudowano w 1874 – 1875 r. z surowej cegły licówki z elementami kamiennymi na istniejących już starych fundamentach. Kościół pierwotnie ewangelicki. Po II wojnie światowej oddany do funkcji Kościoła rzymskokatolickiego. 

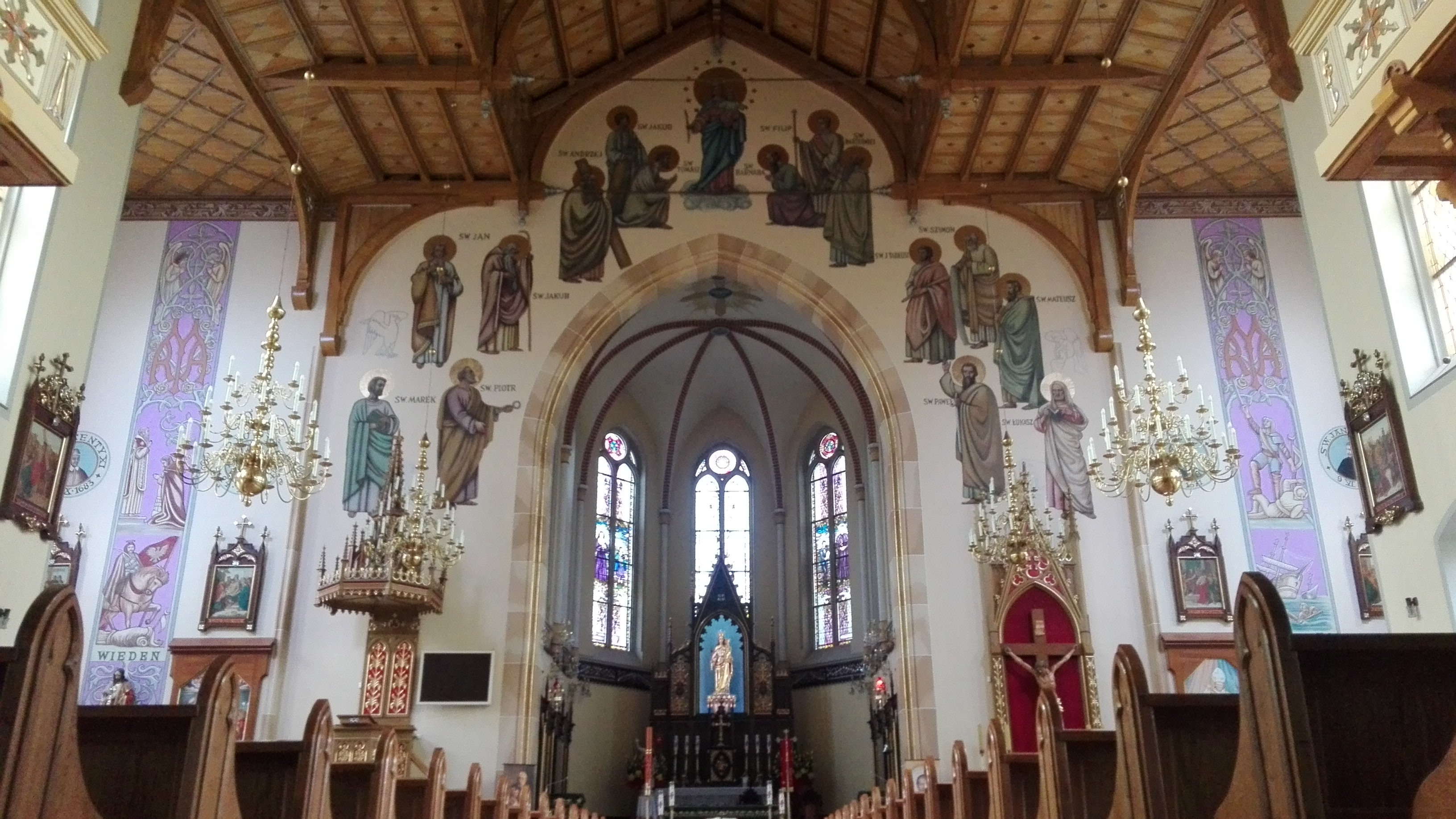
Wnętrze bazyliki

W 1989 roku gruntownie odnowiono wnętrze kościoła. Dach kryty blachą miedzianą, nad korpusem nawowym i ramionami transeptu dwuspadowe, nad aneksami bocznymi pulpitowe. Hełm na wieży iglicowy, ośmioboczny, pokryty blachą miedzianą. Obecnie kościół jest zagospodarowany i używany do kultu religijnego. Sanktuarium Maryjne ze słynącą łaskami figurą Matki Boskiej z Dzieciątkiem jest miejscem licznych pielgrzymek. Figura Matki Bożej z Dzieciątkiem została koronowana 24 września 1995 roku.

## Organy

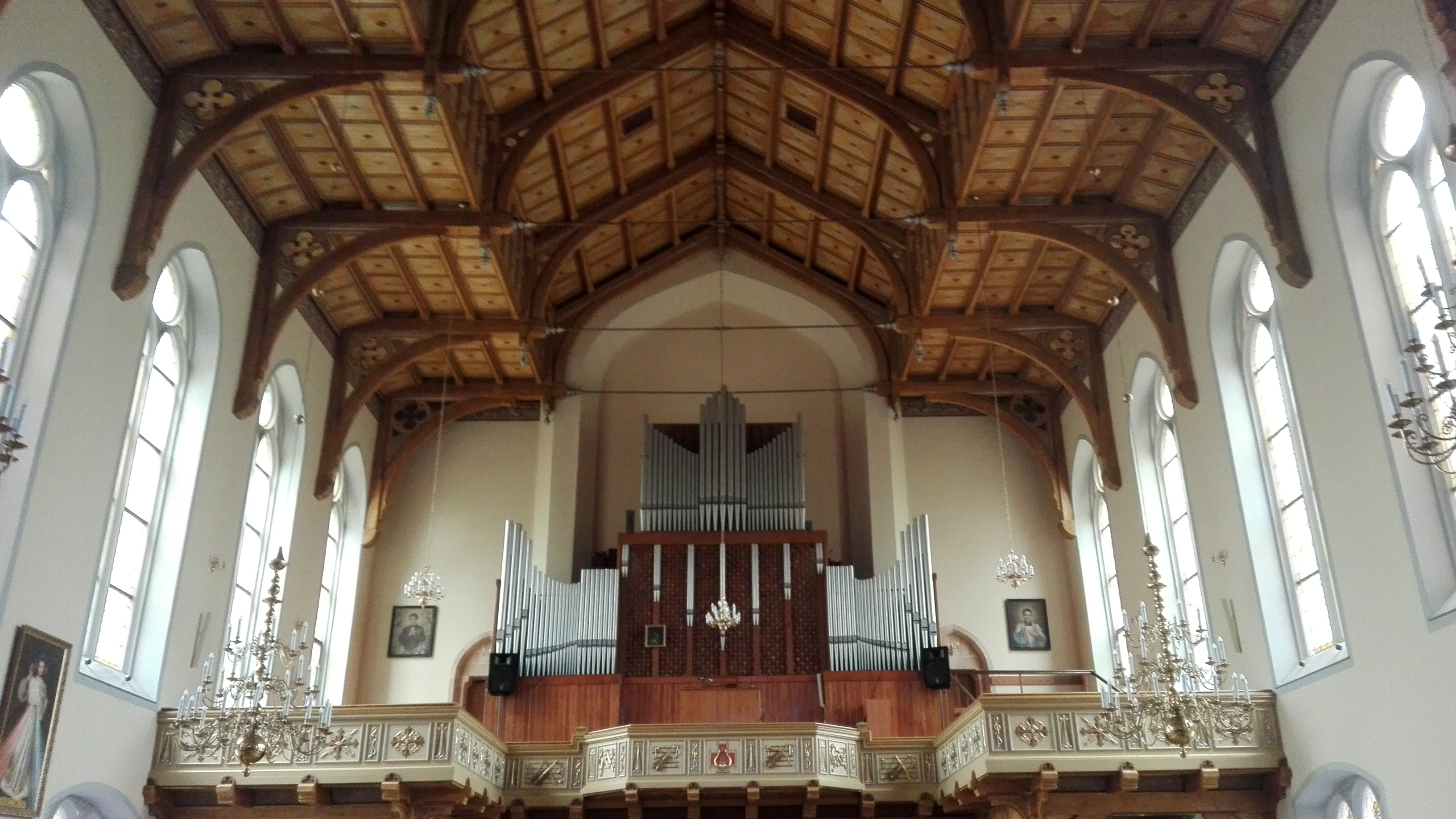
Organy

Organy wybudowała firma Schlag & Söhne w 1877 roku. Pierwotnie miały trakturę mechaniczną. W 1963 Tadeusz Rajkowski rozpoczął przebudowę tego instrumentu, w wyniku której otrzymał trakturę pneumatyczną. Parafia zrezygnowała jednak z dalszych usług tegoorganmistrza, o czym świadczy archiwalny list miejscowego proboszcza. Ostatecznie przebudowę dokończyła firma Dominika Biernackiego z Warszawy w 1971 roku. Zamontowano wtedy 3 głosy językowe i wykonano nowy prospekt. W 1991 kolejny remont organów wykonała firma braci Broszko z Bolesławca, a w latach 1999-2000 Czesław Chrobak z Wrocławia. W 2010 wymieniono dmuchawę, a w 2011 wykonano remont jednego z dwóch miechów.
Dyspozycja instrumentu:
| Manuał I        | Manuał II        | Pedał           |
| --------------- | ---------------- | --------------- |
| 1. Bourdon 16   | 1. Pryncypał 8   | 1. Pryncypał 16 |
| 2. Pryncypał 8  | 2. Gemshorn 8    | 2. Violon 16    |
| 3. Gamba 8      | 3. Salicet 8     | 3. Subbas 16    |
| 4. Holflet 8    | 4. Pryncypał 4   | 4. Oktawbas 8   |
| 5. Rurflet 8    | 5. Trawersflet 4 | 5. Czello 8     |
| 6. Oktawa 4     | 6. Róg nocny 2   | 6. Oktawa 4     |
| 7. Flet 4       | 7. Tercja 1 3/5  | 7. Puzon 16     |
| 8. Kwinta 2 2/3 | 8. Gedakt 8 *    |                 |
| 9. Mixtura 3 ch | 9. Cymbel 3 ch   |                 |
| 10. Kornet 3 ch | 10. Obój 8       |                 |
| 11. Trompet 8   |                  |                 |

## Galeria

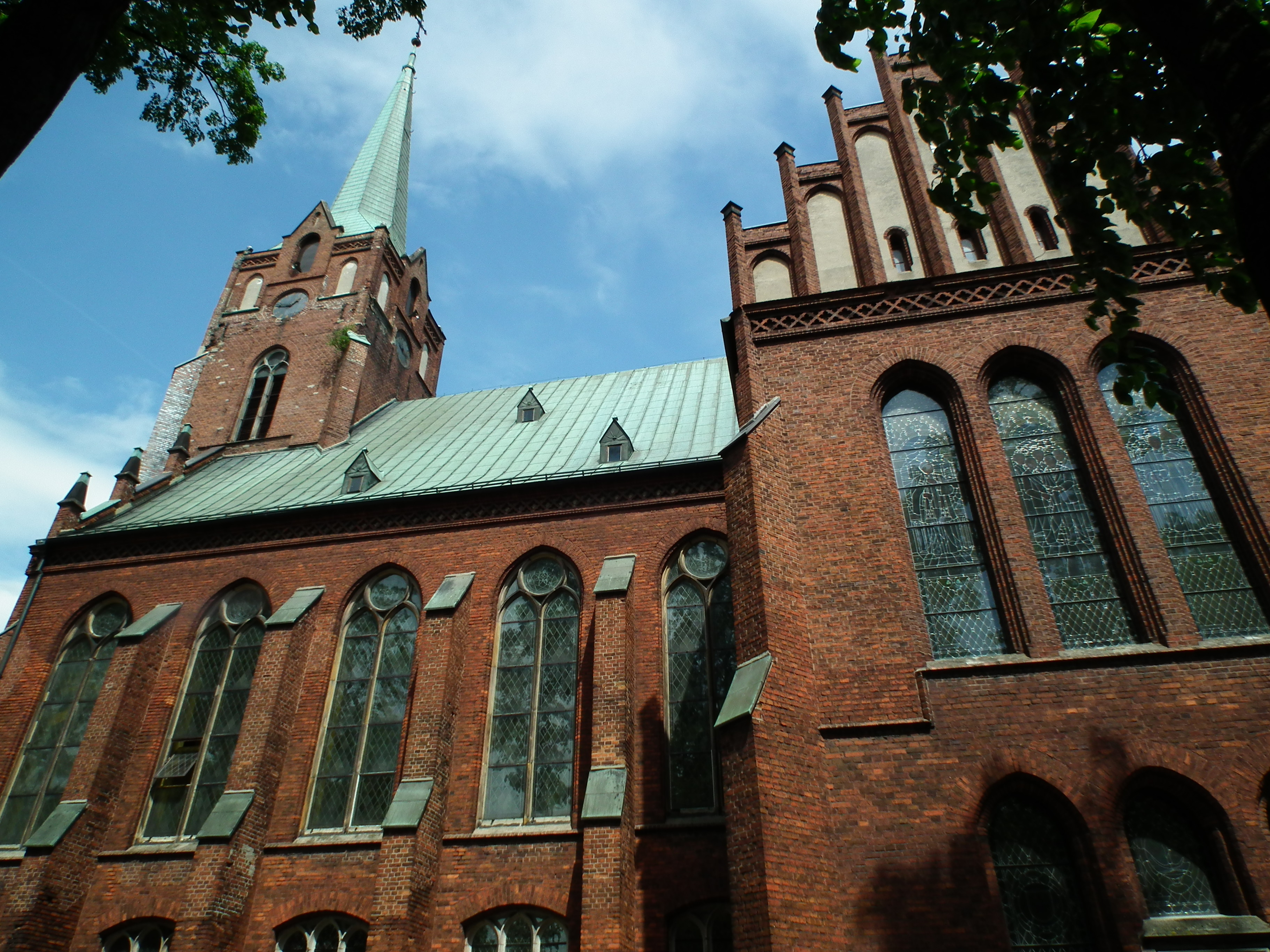
Fragment elewacji
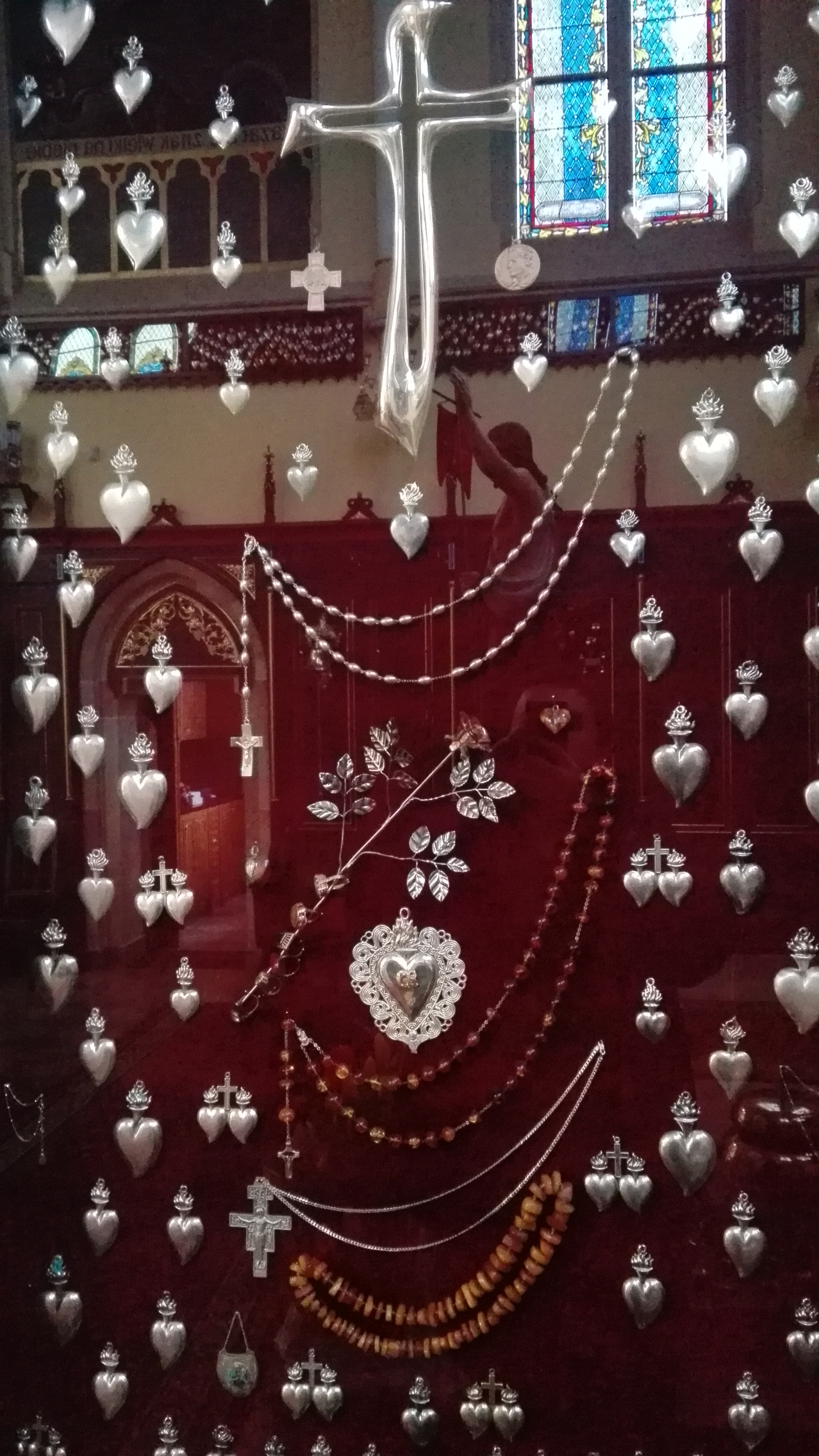
Liczne wota
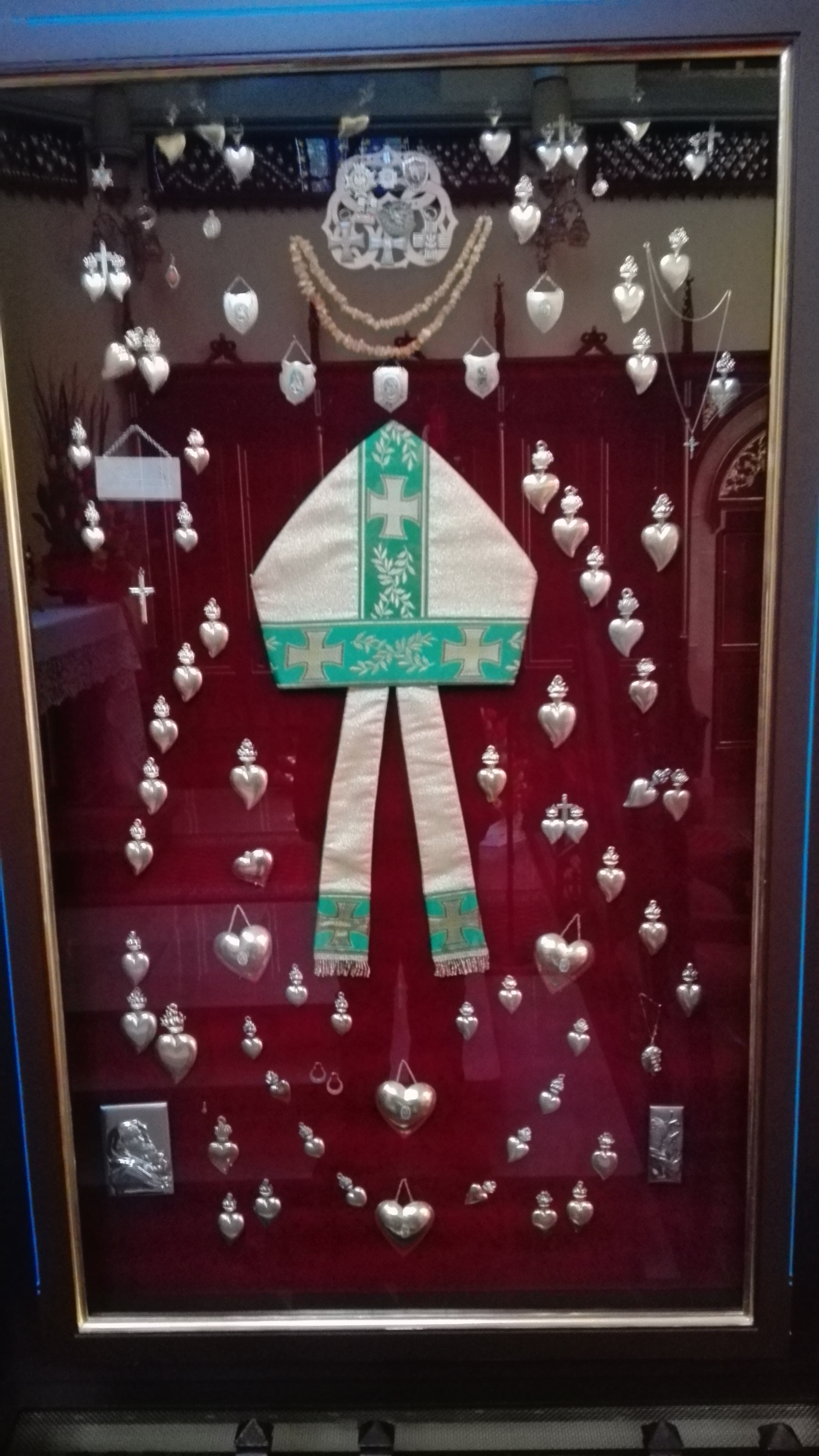
Liczne wota
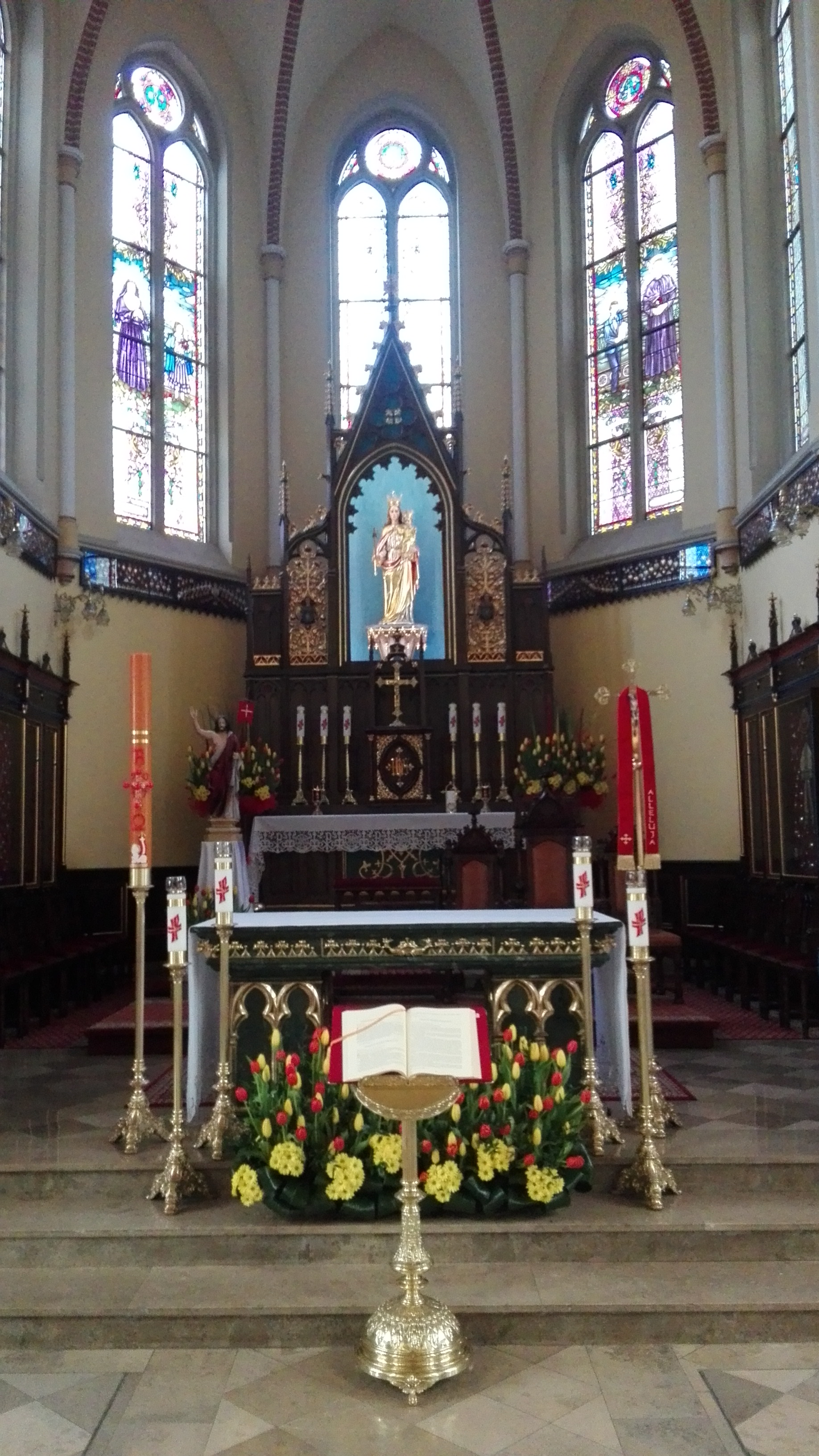
Prezbiterium
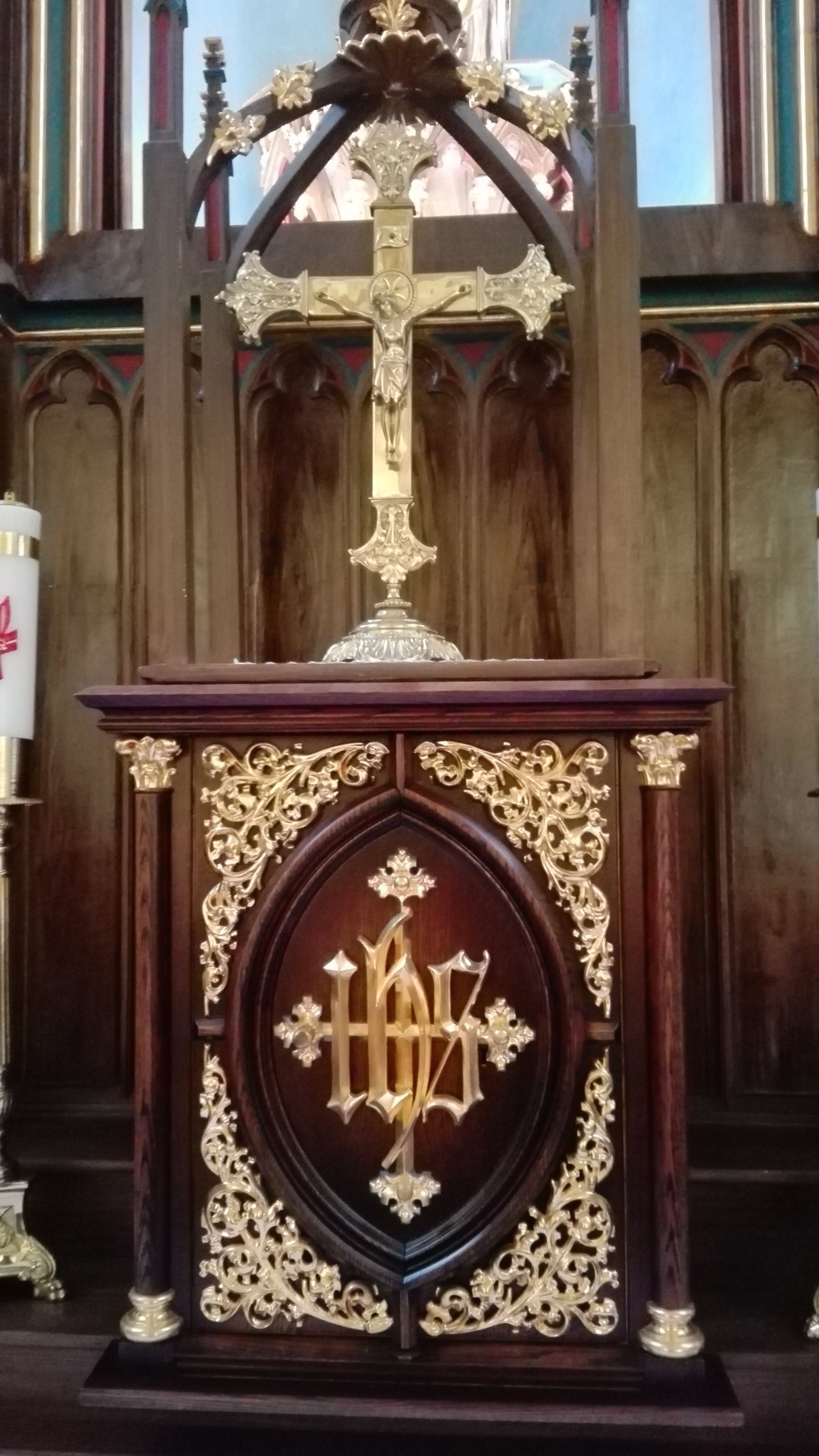
Tabernakulum
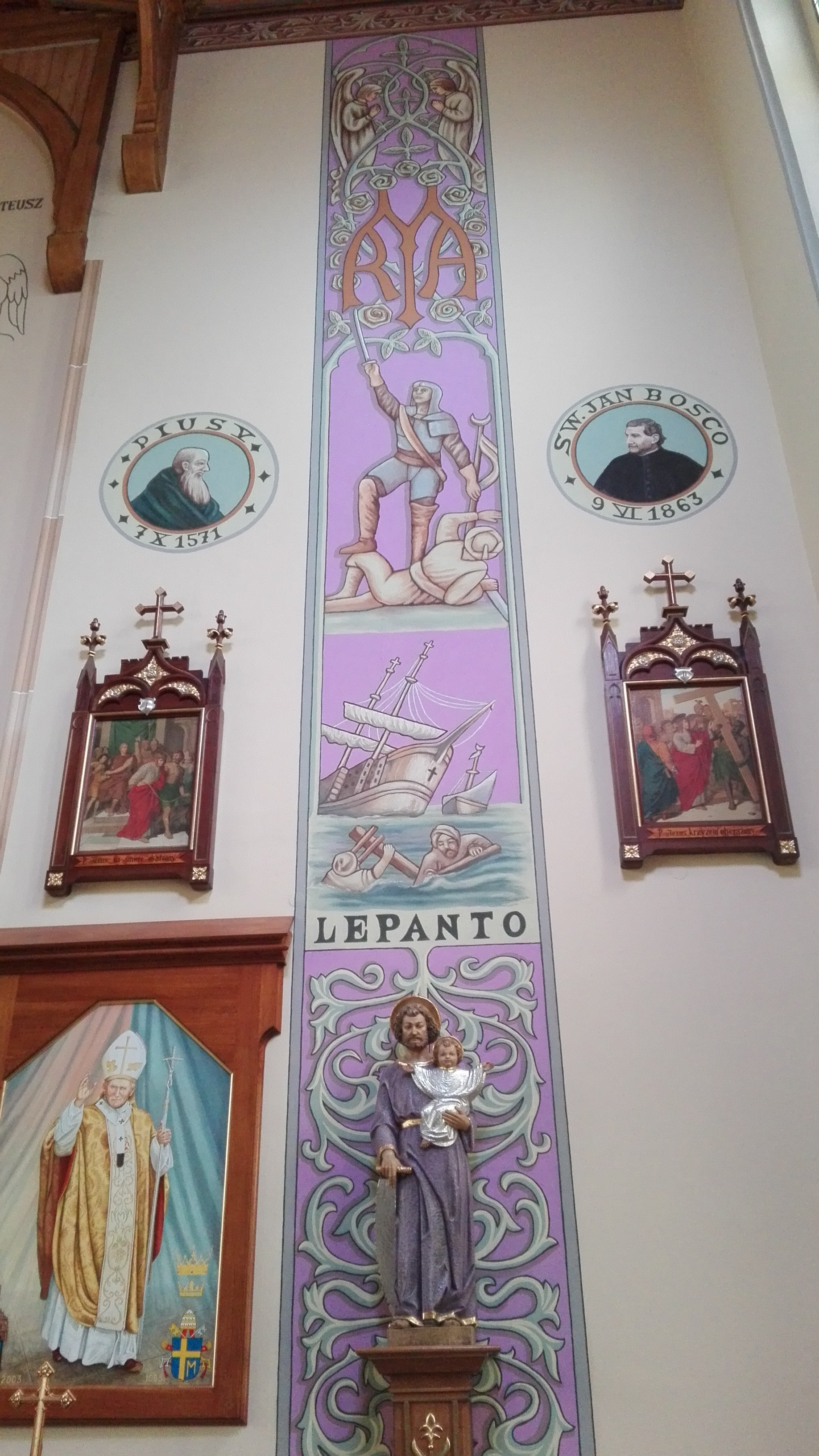
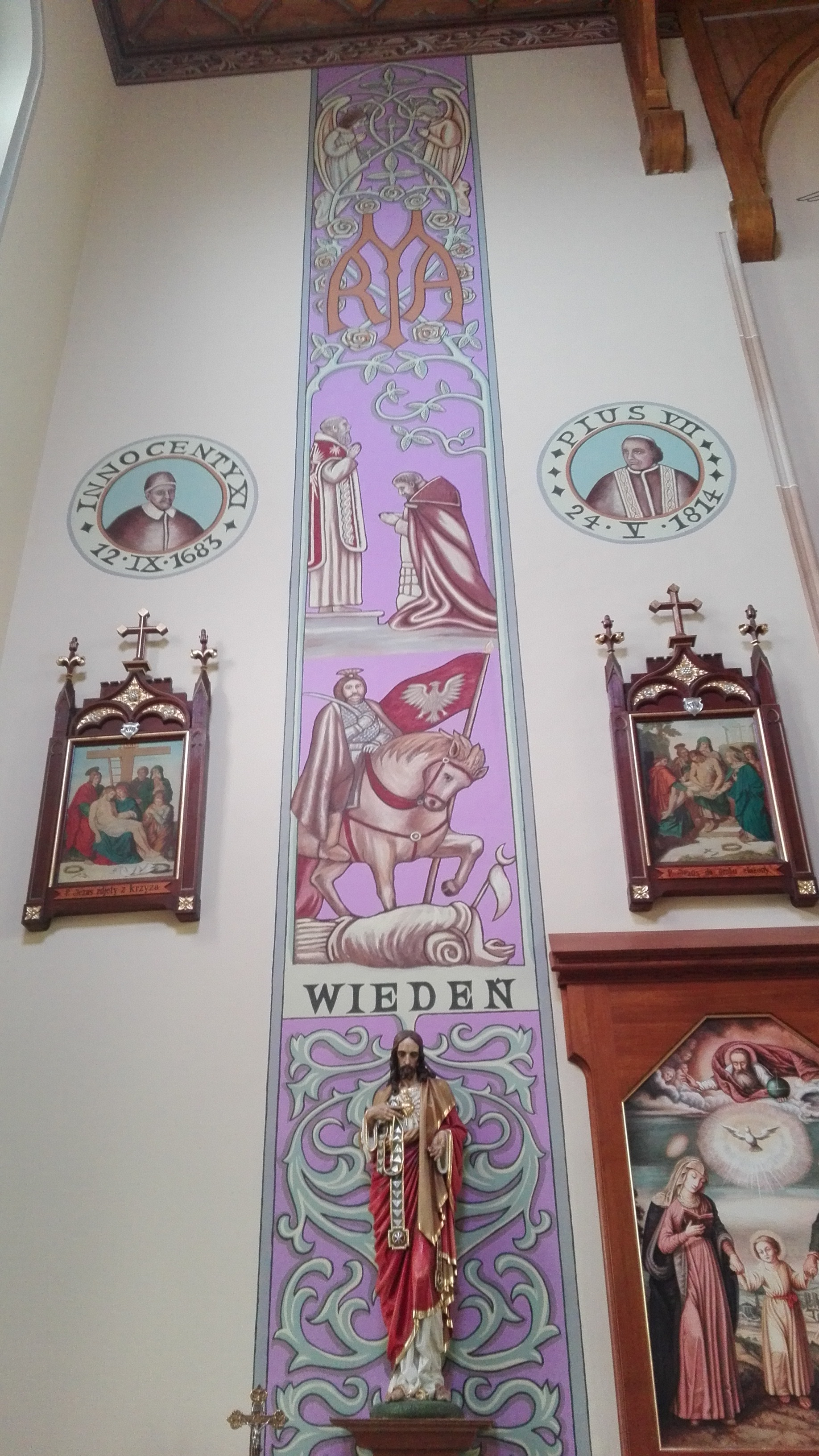
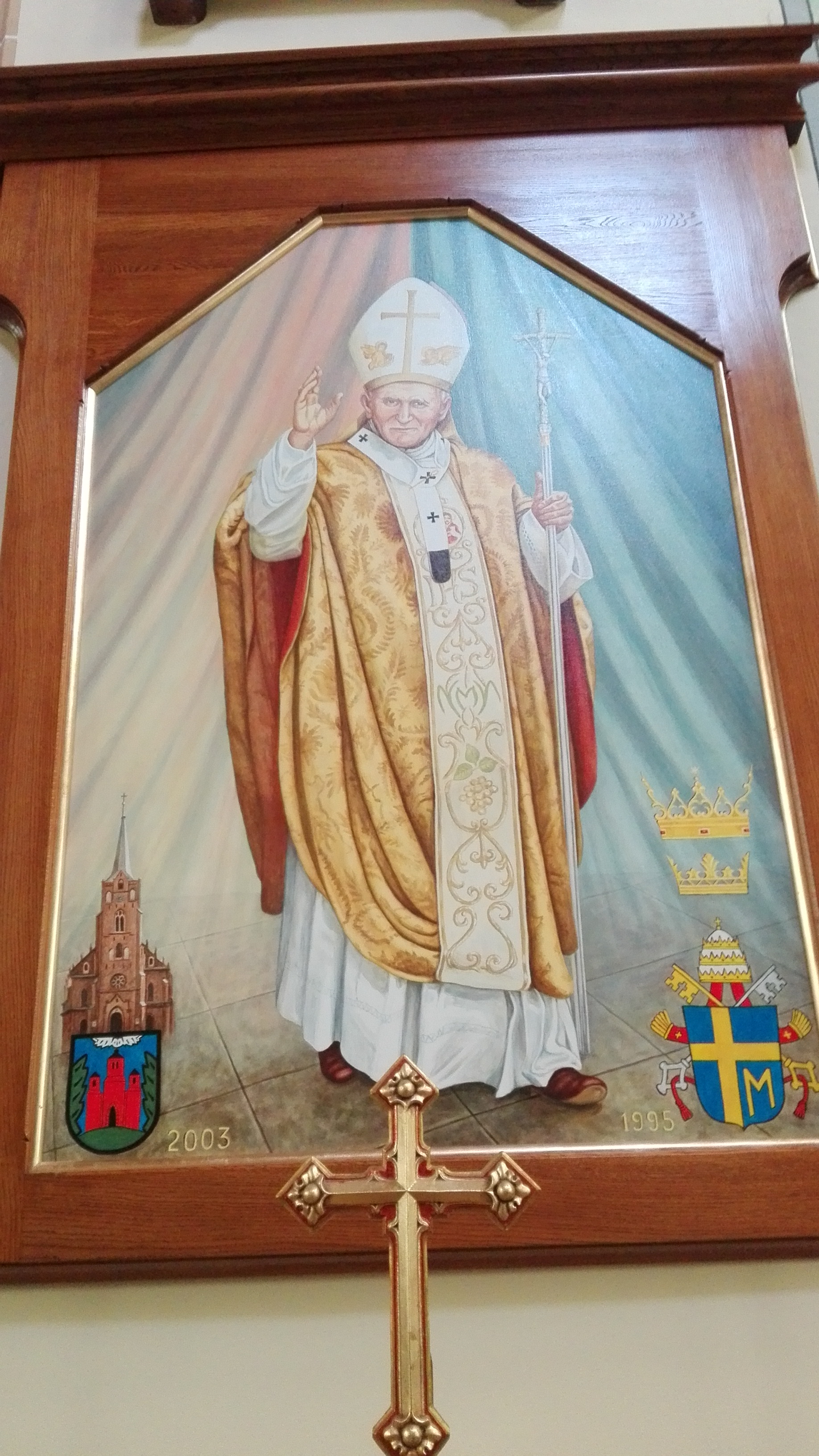
Obraz wotywny
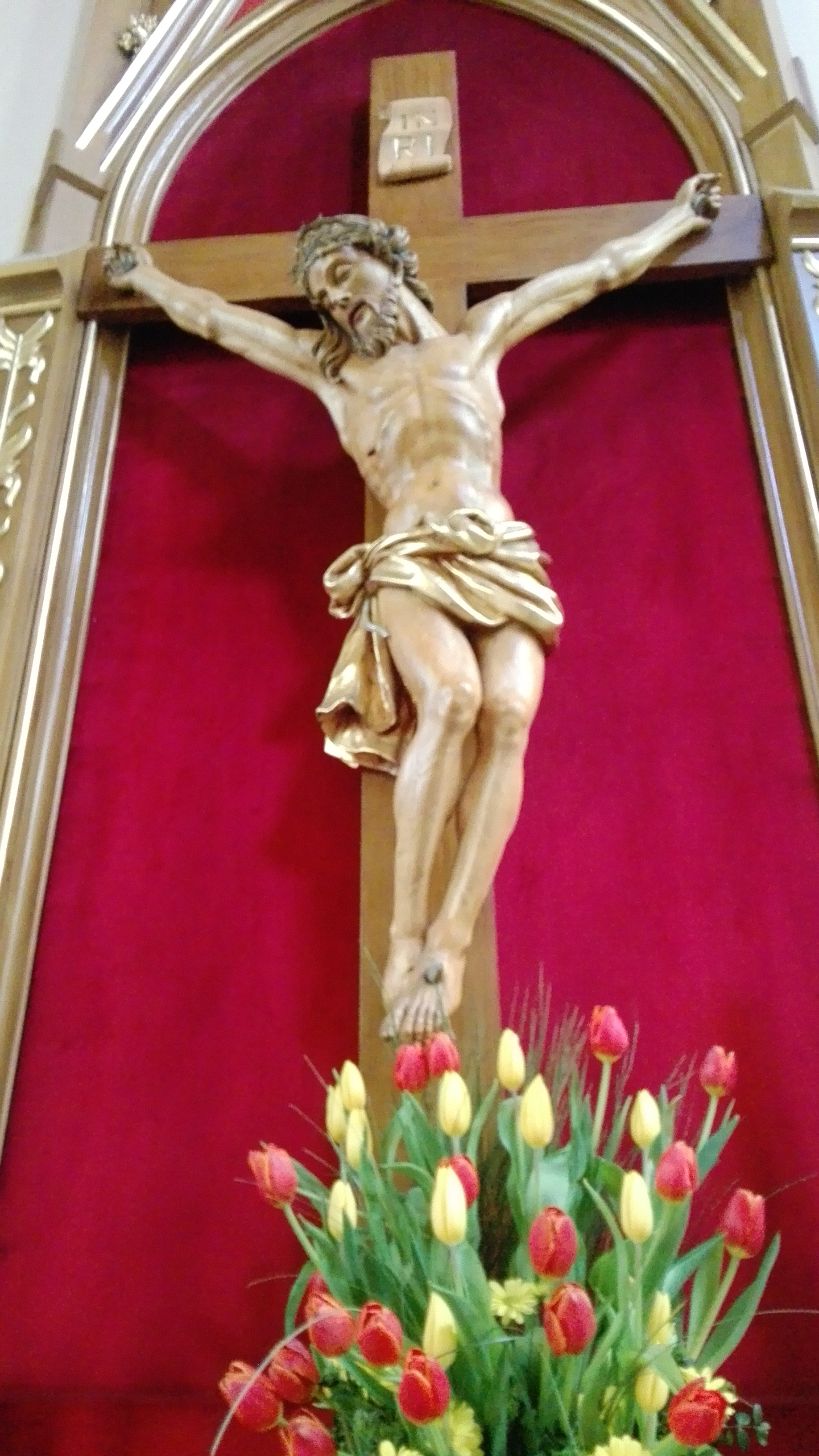
Krucyfiks
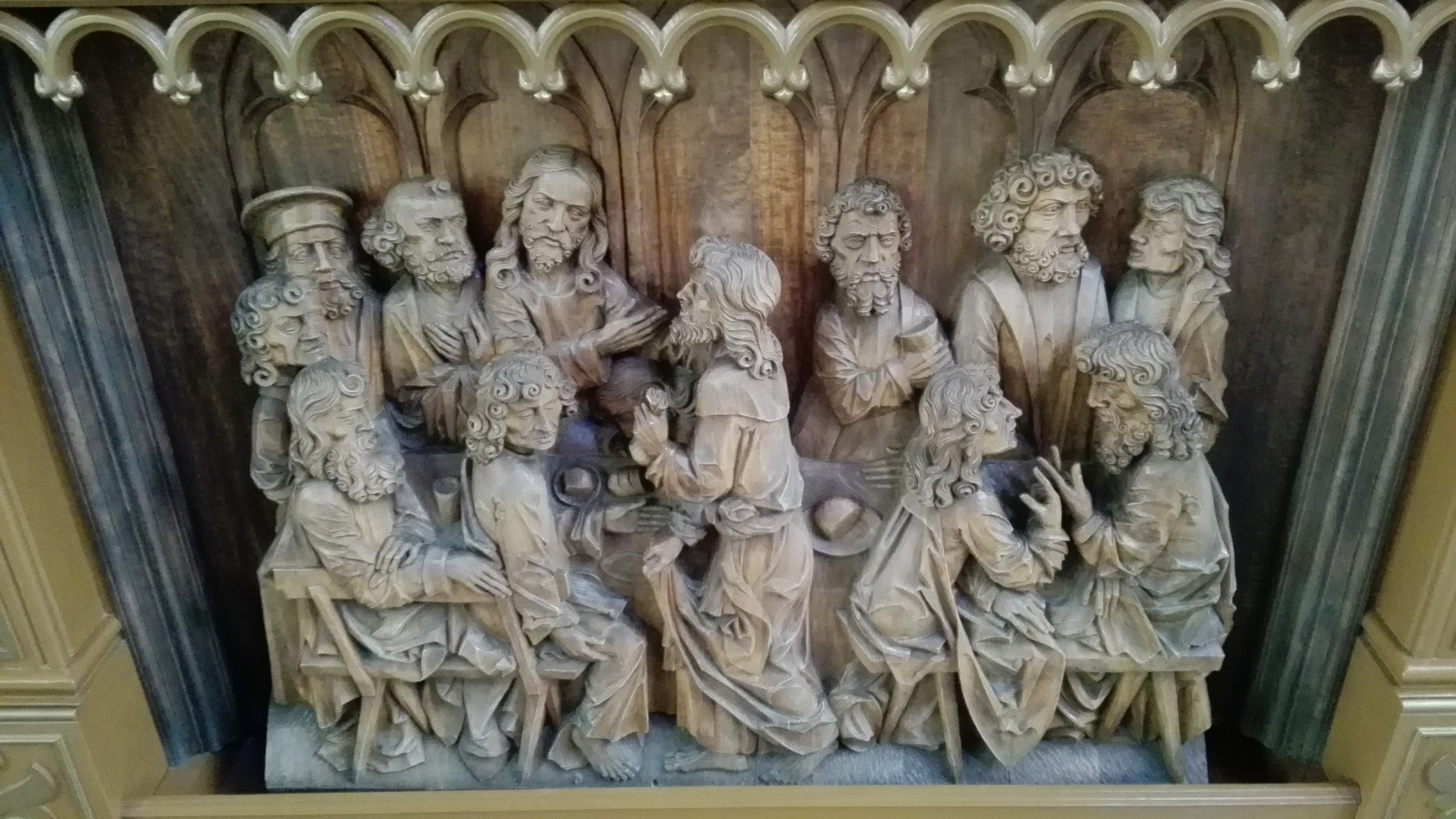
Twardogórska Ostatnia Wieczerza
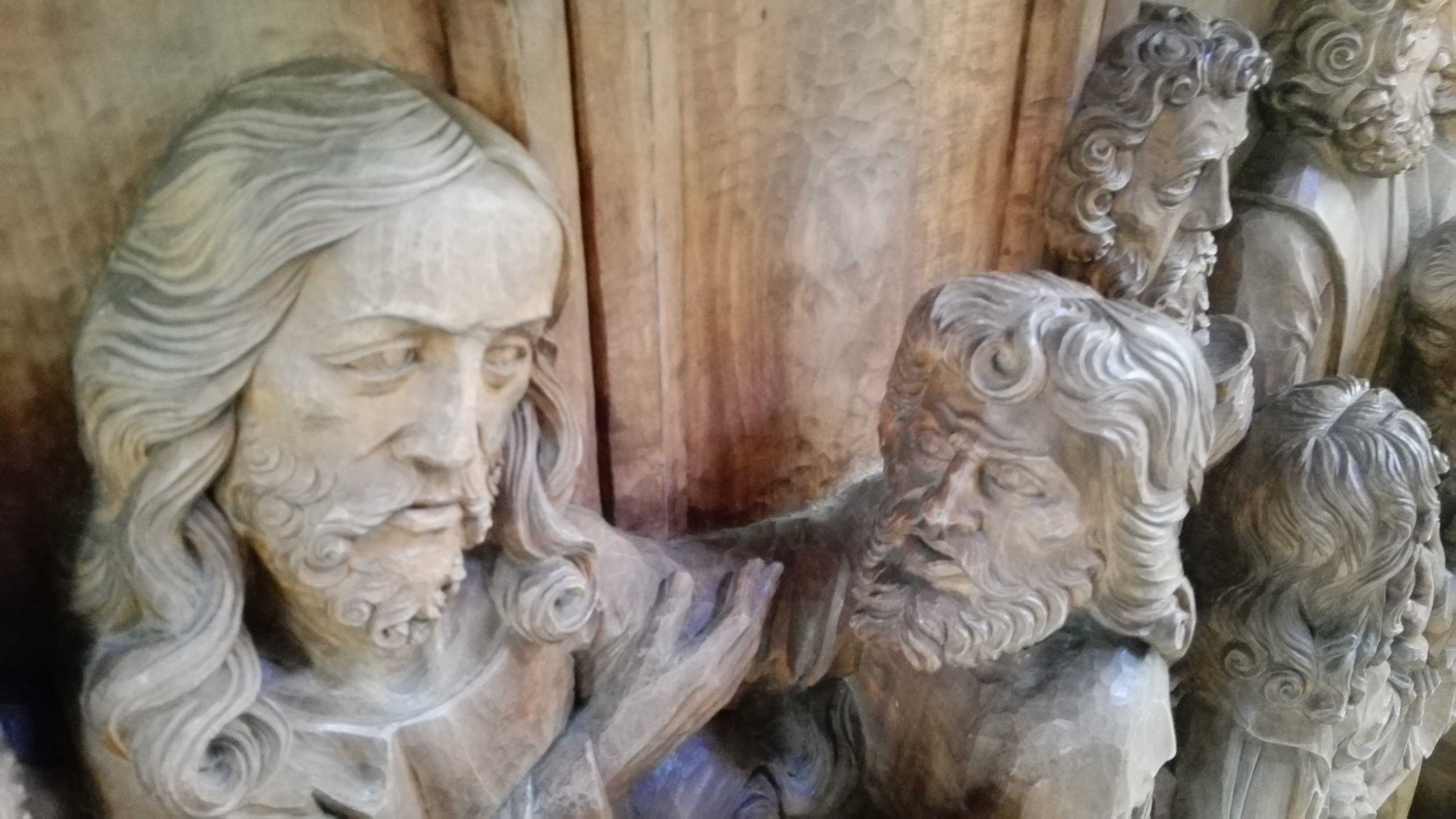
Ostatnia Wieczerza - Detal
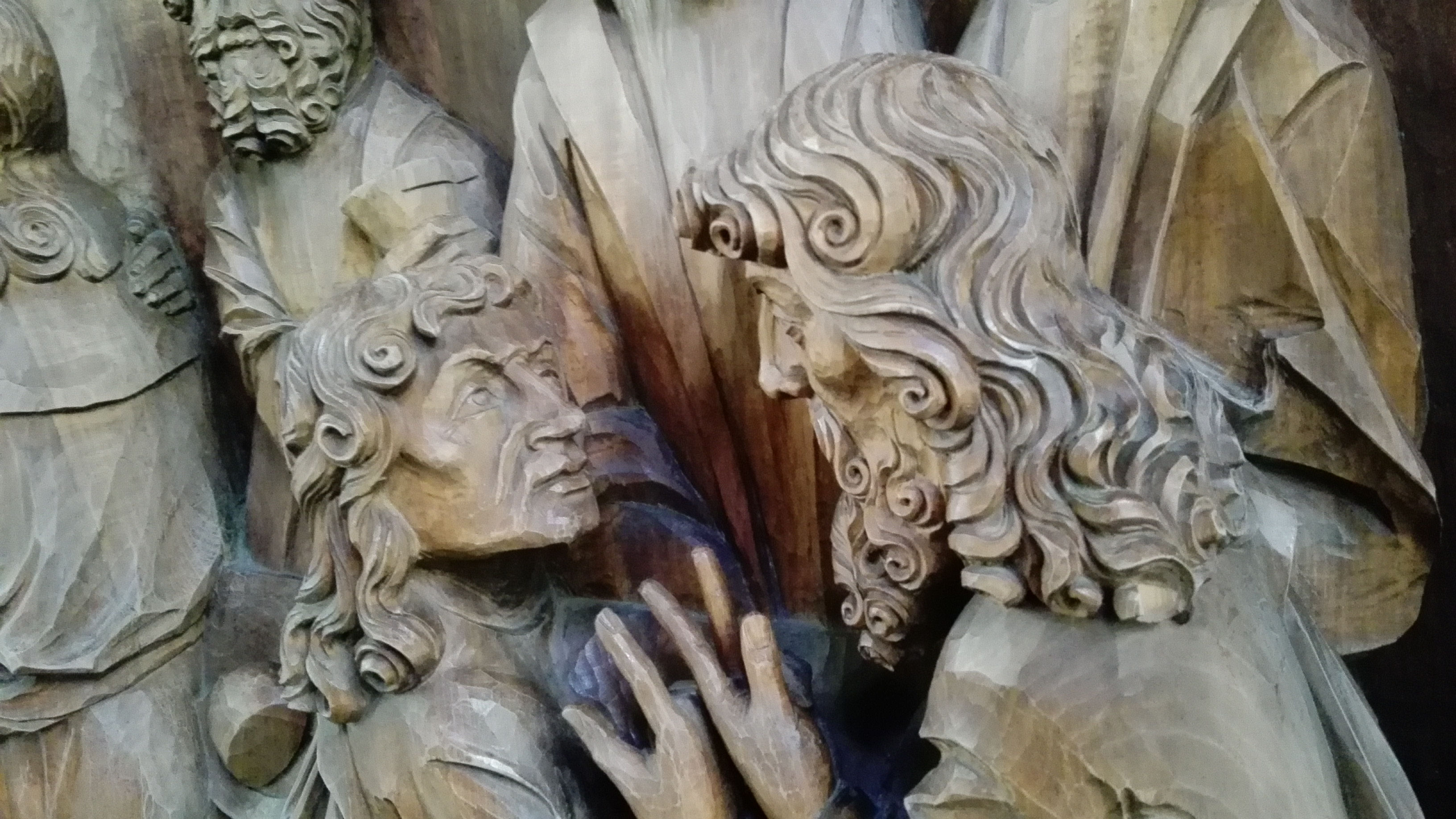
Ostatnia Wieczerza - Detal
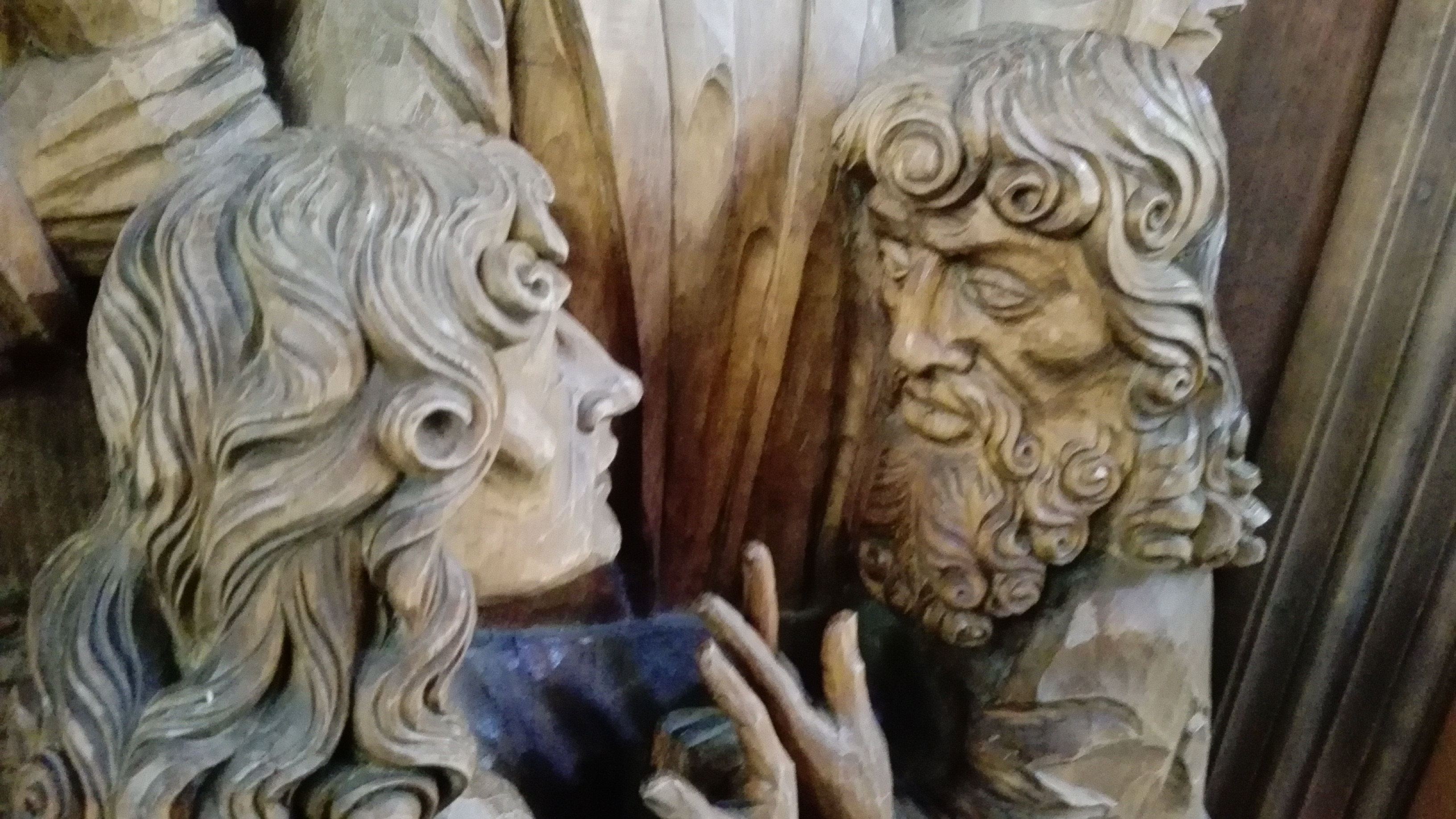
Ostatnia Wieczerza - Detal
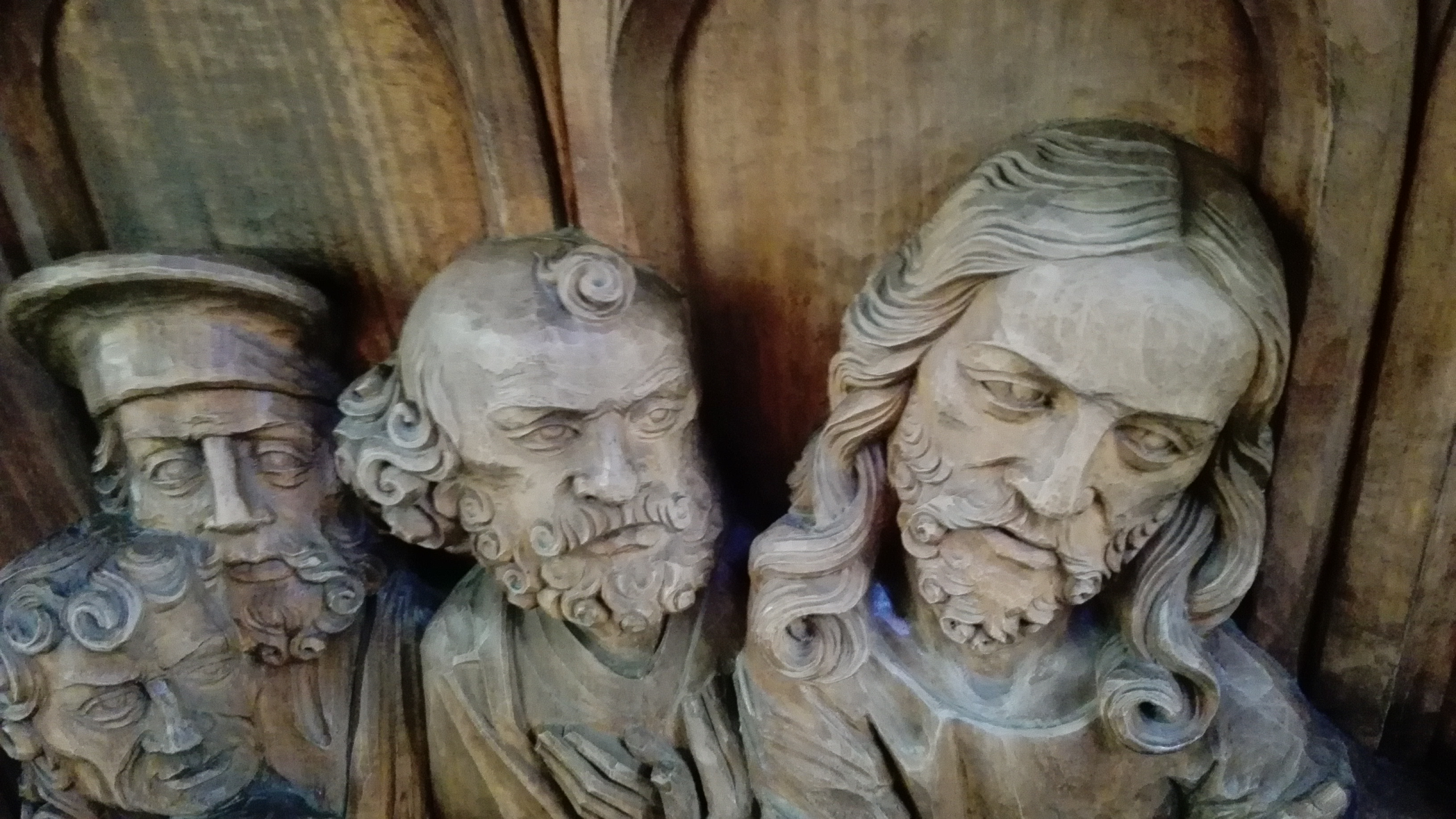
Ostatnia Wieczerza - Detal